# Alexandre Azevedo
Alexandre Nogueira Azevedo (* 25. März 2005 in Nürtingen) ist ein deutsch-portugiesischer Fußballspieler.

## Karriere

### Verein
Ab dem Alter von vier Jahren spielte Azevedo für den TSV Ötlingen. In der Saison 2017/18 spielte er ein Jahr lang für die Stuttgarter Kickers. 2018 wechselte Azevedo zum VfB Stuttgart. In der B-Junioren-Bundesliga 2021/22 erreichte er mit den Stuttgartern in der Endrunde die U17-Vizemeisterschaft. Azevedo unterzeichnete beim VfB am 2. September 2022 eine Vertragsverlängerung.
Am 25. August 2024 kam Azevedo mit der zweiten Mannschaft des VfB Stuttgart gegen den SV Wehen Wiesbaden am 3. Spieltag der Saison 2024/25 zu seinem Debüt in der 3. Liga.

### Nationalmannschaft
Mit der deutschen U17-Nationalmannschaft nahm Azevedo an der U17-Europameisterschaft 2022 teil. Hierbei verlor er mit der Junioren-Auswahl im Elfmeterschießen das Viertelfinale gegen Frankreich.